# Wu Yiwen
Pour les articles homonymes, voir Wu.
Dans ce nom chinois, le nom de famille, Wu, précède le nom personnel.
Wu Yiwen, née le 5 août 1986 à Shanghai, est une nageuse synchronisée chinoise.

## Carrière
Wu Yiwen est médaillée d'argent par équipes aux Jeux olympiques d'été de 2012 à Londres avec Huang Xuechen, Chang Si, Liu Ou, Jiang Tingting, Jiang Wenwen, Luo Xi, Chen Xiaojun et Sun Wenyan.